# Каштановая сумчатая мышь
Каштановая сумчатая мышь (лат. Sminthopsis archeri) — вид из рода узконогих сумчатых мышей семейства хищные сумчатые. Видовой эпитет дан в честь австралийского палеонтолога Майка Арчера.

## Распространение
Обитает на острове Новая Гвинея (только на территории государства Папуа — Новая Гвинея) и в северо-восточной части Австралии. На Новой Гвинее вид известен по 16 экземплярам, а в Австралии — по 14.
В Австралии встречается в редколесье, в которых преобладают эвкалипты, а также в вересковых пустошах. На острове Новая Гвинея естественная среда обитания — смешанные саванные луга.

## Внешний вид
Длина тела с головой колеблется от 80 до 110 мм, хвоста — от 80 до 100 мм. Вес взрослой особи — около 16 г. Волосяной покров короткий, густой и мягкий. Спина каштанового цвета. Брюхо окрашено в белый цвет. Морда вытянутая, заострённая. Вокруг глаз имеются тёмные кольца. Уши большие. Задние лапы узкие. Хвост тонкий. В отличие от других представителей рода у каштановой сумчатой мыши в хвосте отсутствуют жировые отложения.

## Образ жизни
Ведут наземный, одиночный образ жизни. Активность приходится на ночь. День проводят в своих норах. Питаются преимущественно насекомыми.

## Размножение
Экология вида мало изучена. Период размножения приходится на июль-октябрь. У самки 6—8 сосков. В потомстве 5-8 детёнышей.